# 557年
| 千纪： | 1千纪 |
| 世纪： | 5世纪 \| 6世纪 \| 7世纪 |
| 年代： | 520年代 \| 530年代 \| 540年代 \| 550年代 \| 560年代 \| 570年代 \| 580年代                                                        |
| 年份： | 552年 \| 553年 \| 554年 \| 555年 \| 556年 \| 557年 \| 558年 \| 559年 \| 560年 \| 561年 \| 562年                                  |
| 纪年： | 丁丑年（牛年）；南朝梁太平二年；高昌建昌三年；北齊天保八年；西梁大定三年；南朝陳永定元年；北周孝闵帝元年，明帝元年；新罗開國七年 |

## 大事记
- 西魏權臣宇文護迫使西魏恭帝禪位宇文泰嗣子宇文覺，建立北周，西魏滅亡。
- 北周權臣宇文護廢北周孝閔帝宇文覺，改立宇文泰庶長子宇文毓，是為北周明帝。
- 梁敬帝蕭方智禪位，陳霸先建立南朝陈，王琳要求北齊送還蕭莊，並立蕭莊為梁皇帝於郢州，據有長江中上游地區。之後蕭莊的南梁與陳霸先的陳朝持續交戰至560年。
- 突厥汗國宣佈正式併吞柔然地區。

## 出生
- 歐陽詢：中國著名楷書書法家

## 逝世
- 西魏恭帝拓跋廓。
- 北周孝閔帝宇文覺。
- 獨孤信，西魏八大柱國之一。
- 李弼，西魏八大柱國之一。